# Hollins (Virginia)
Hollins è un census-designated place (CDP) degli Stati Uniti d'America, situato nello stato della Virginia, diviso tra la contea di Roanoke e la contea di Botetourt.